# Maximilien Quénum
Maximilien Quenum-Possy-Berry, ou Maximilien Quénum, né le 5 décembre 1911 à Ouidah au Dahomey et décédé le 22 octobre 1988 à Paris, est un homme politique dahoméen et français, sénateur de la Quatrième république française, et un écrivain.

## Biographie
Maximilien Quenum, après ses études primaires et secondaires à Cotonou, poursuit des études d'anthropologie et de philosophie en France à l'université de Poitiers ; il enseigne la philosophie en lycée à Poitiers, Saint-Jean-d'Angély, La Rochelle et Rochefort.
Il s'investit en politique, participe en 1951 à la fondation du Parti républicain du Dahomey (PRD) ; il est élu sénateur le 19 juin 1955 pour représenter le Dahomey au Conseil de la République et termine son mandat le 15 juillet 1959. Il fait partie du groupe des Républicains Indépendants. Il y défend une vision de la colonisation humaniste et civilisatrice, considérant les discours décoloniaux comme une propagande du Bloc de l'Est. De 1960 à 1967, il est chargé de mission pour le Dahomey au secrétariat général de la Communauté (l'association politique entre la France et son empire colonial, alors en voie de décolonisation).

## Ouvrages
Maximilien Quenum a écrit un ouvrage pour enfants Trois légendes africaines, recueil de légendes historiques qui lui ont été racontées dans son enfance par les anciens de son village. Ces légendes proviennent de trois pays d'Afrique de l'Ouest : Côte d'Ivoire, Soudan et Dahomey, chacune étant consacrée à la fondation d'un royaume ou d'une tribu et à un souverain légendaire capables d'exploits ou de sacrifice extrême comme la reine Abla Pokou dans « La légende des Baoulé ».
Ses autres livres sont des études ethnologiques sur l'Afrique, et plus particulièrement le Dahomey ; le premier d'entre eux, Au Pays du Fons, reçoit un prix de l'Académie française.
- Au Pays du Fons : Us et Coutumes de Dahomey Paris, Larose, 1936, 195 p. ; 2e édition en 1938, prix de la langue-française  de l'Académie française en 1938[8] ; nouvelle édition, Maisonneuve et Larose, 1999 Lire en ligne.
- Trois légendes africaines: Côte d'Ivoire, Soudan, Dahomey, Rochefort, A. Thoyom-Thèze, 1946.
- Les ancêtres de la famille Quénum (histoire de leur temps), Guéniot, 1958.
- L'Afrique noire, rencontre avec l'Occident, préface de Gaston Monnerville, Paris, Nathan, 1958, 173 p. Lire en ligne sur Gallica.
- Trois légendes africaines, Paris, Présence africaine (collection Jeunesse), 1985, 105 p., illustrations de Sophie Mondésir.

## Distinctions
- Commandeur de l'ordre national du Dahomey (1966)[9].
- Grand officier de l'ordre national du Dahomey (1972)[10].